# 1666

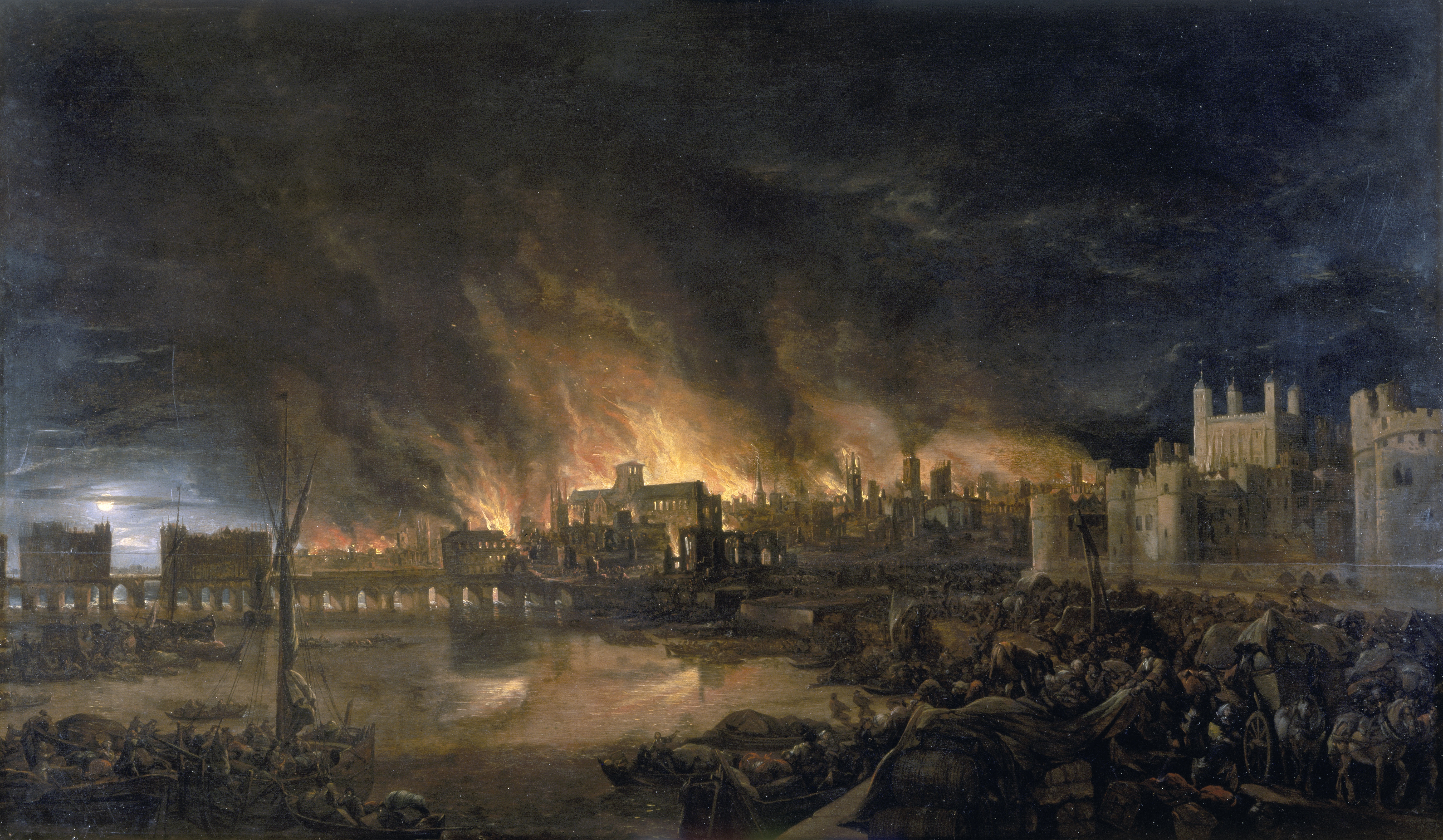
Grote brand van Londen

Het jaar 1666 is het 66e jaar in de 17e eeuw volgens de christelijke jaartelling.

## Gebeurtenissen
januari

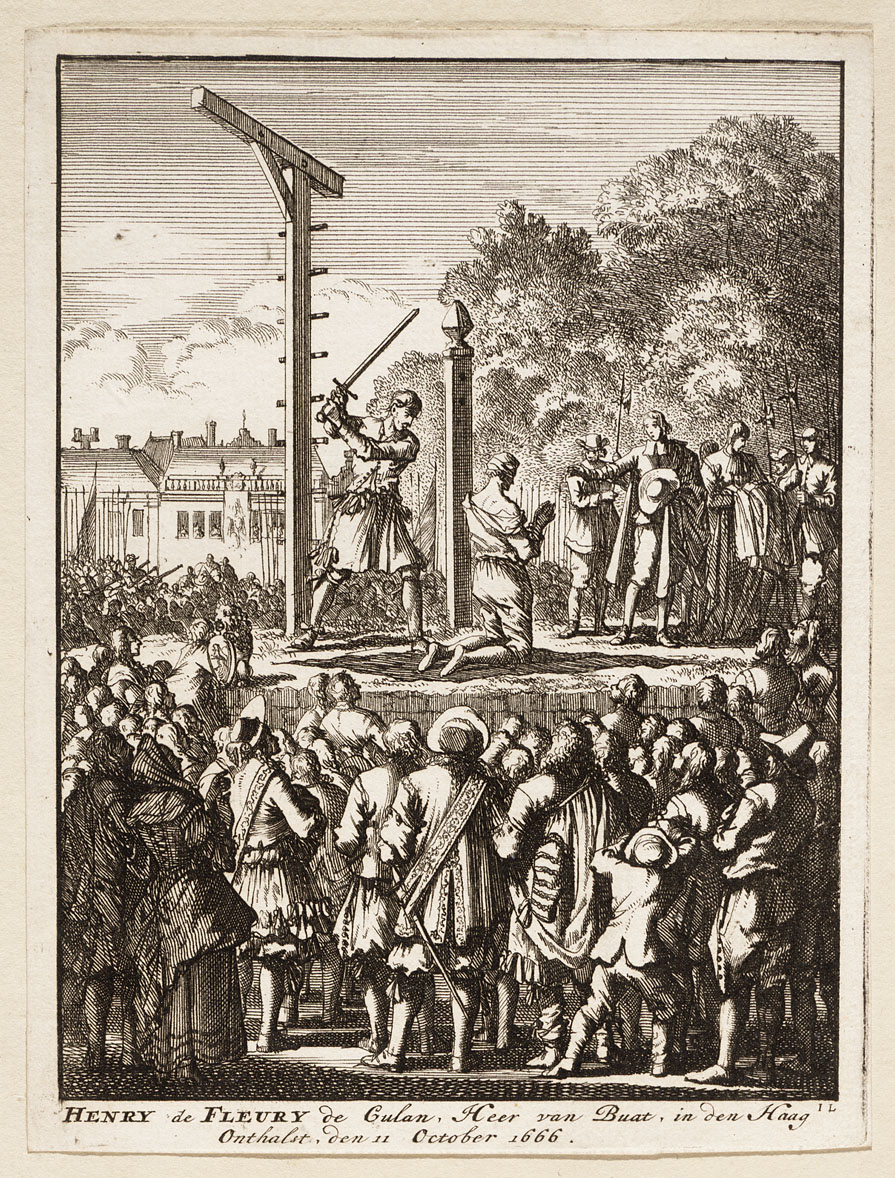
Onthoofding van Henri Buat. Gravure door Jan Luyken, 1698. (Amsterdam Museum)

- 16 - In de stad Groningen wordt voor het eerst de zaterdagse warenmarkt gehouden. Na meer dan 350 jaar is dit thans een van de oudste weekmarkten van Nederland.
- 26 - Frankrijk verklaart de oorlog aan Engeland en Münster.
- Doordat water en moerassen dichtgevroren zijn, kunnen 1500 ruiters van de Munsterse bisschop Bernhard von Galen het Twentse dorp Vriezenveen binnenvallen. Ze plunderen en brandschatten huizen en kerk, en nemen de burgers die ze niet hebben gedood gevangen.

april
- 10 - De Anglo-Ierse admiraal Holmes verovert kasteel Anta aan de Goudkust en verschillende andere Nederlandse bezittingen.
- 18 - De Vrede van Kleef maakt een einde aan de Eerste Münsterse Oorlog. Ze wordt gesloten als koning Karel II van Engeland de subsidie aan de prins-bisschop van Munster stopt. Hiëronymus van Beverningh weet te bewerkstelligen dat de bisschop zijn aanspraken op Borculo opgeeft en toezegt zijn leger te beperken tot 3.000 man. De inval demonstreert pijnlijk het gebrek aan gevechtskracht van het Staatse leger.

juni
- De Vierdaagse Zeeslag, een nipte zege voor de Nederlanders.
- Hendrik van Nassau Ouwerkerk volgt Frederik van Reede op als stalmeester bij het Huis van Oranje.

juli
- 24 - De Compagnie des Indes, beoogd Frans tegenhanger van de Nederlandse en Engelse Oost-Indische Compagnieën, krijgt een koninklijke concessie.
- juli - In de Zuidelijke Nederlanden wordt begonnen met de uitbouw van het dorp Charnoy tot de vestingstad Charleroi.

augustus
- 4 en 5 - Tweedaagse Zeeslag (op de Noordzee). Het Fries-Groningse smaldeel wordt verrast door een onverwachte Engelse manoeuvre en uiteengeslagen. De Groningse vice-admiraal Rudolf Coenders sneuvelt.
- 13 - Cornelis Tromp wordt ontslagen vanwege insubordinatie. Hij is een uitstekende admiraal, maar steekt zijn Oranje-gezindheid niet onder stoelen of banken.
- 19 - Schout-bij-nacht Robert Holmes vaart het Vlie op en verbrandt 150-170 schepen. Holmes verwoest de volgende dag door brand 240-250 van de bijna 300 huizen van West-Terschelling. Op deze dagen vallen minimaal 2.000 doden. De Amsterdamse beurs sluit een paar dagen. Zie: Holmes's Bonfire.

september
- 2 tot 6 - Londen brandt vrijwel volledig af bij de Grote brand van Londen. De pestepidemie wordt door de brand ingedamd.

oktober
- 2 - De Engelse koning Karel II verleent het Privilegie der Visscherie aan de stad Brugge. Als dank voor de gastvrijheid tijdens zijn verblijf daar (1656-1659) verleent hij de stad het recht om ten eeuwigen dage met 50 boten in de Britse kustwateren te vissen.
- 11 - Onthoofding van ritmeester Buat ter zake van landverraad.

december
- december - In Rusland beginnen concilies die zullen leiden tot het schisma in de Russisch-orthodoxe kerk.
- 12 - De patriarch van Moskou Nikon wordt afgezet wegens grensoverschrijdend gedrag en verbannen naar een afgelegen klooster. Maar zijn kerkhervormingen worden gehandhaafd en zullen het volgend jaar leiden tot de raskol (schisma).
- 22 - In de koninklijke bibliotheek van Frankrijk komt op uitnodiging van minister Colbert een groep geleerden bijeen voor de oprichting van de Académie des sciences. Directeur wordt de Nederlander Christiaan Huygens.

zonder datum
- Zo'n 500 Engelse schepen - meest koopvaardij - worden in beslag genomen, onder andere in de Caraïben en bij West-Afrika.
- De Engelse student Isaac Newton, die thuis zit vanwege de pestepidemie, ontdekt de wet van de zwaartekracht.

## Muziek
- Jean-Baptiste Lully componeert de balletten Ballet de Créquy ou Le triomphe de Bacchus dans les Indes en Les muses.

## Letteren
- Molière schrijft Le Misanthrope (De Mensenhater), Le Médecin malgré lui (Dokter tegen wil en dank) en Mélicerte.

## Beeldende kunst

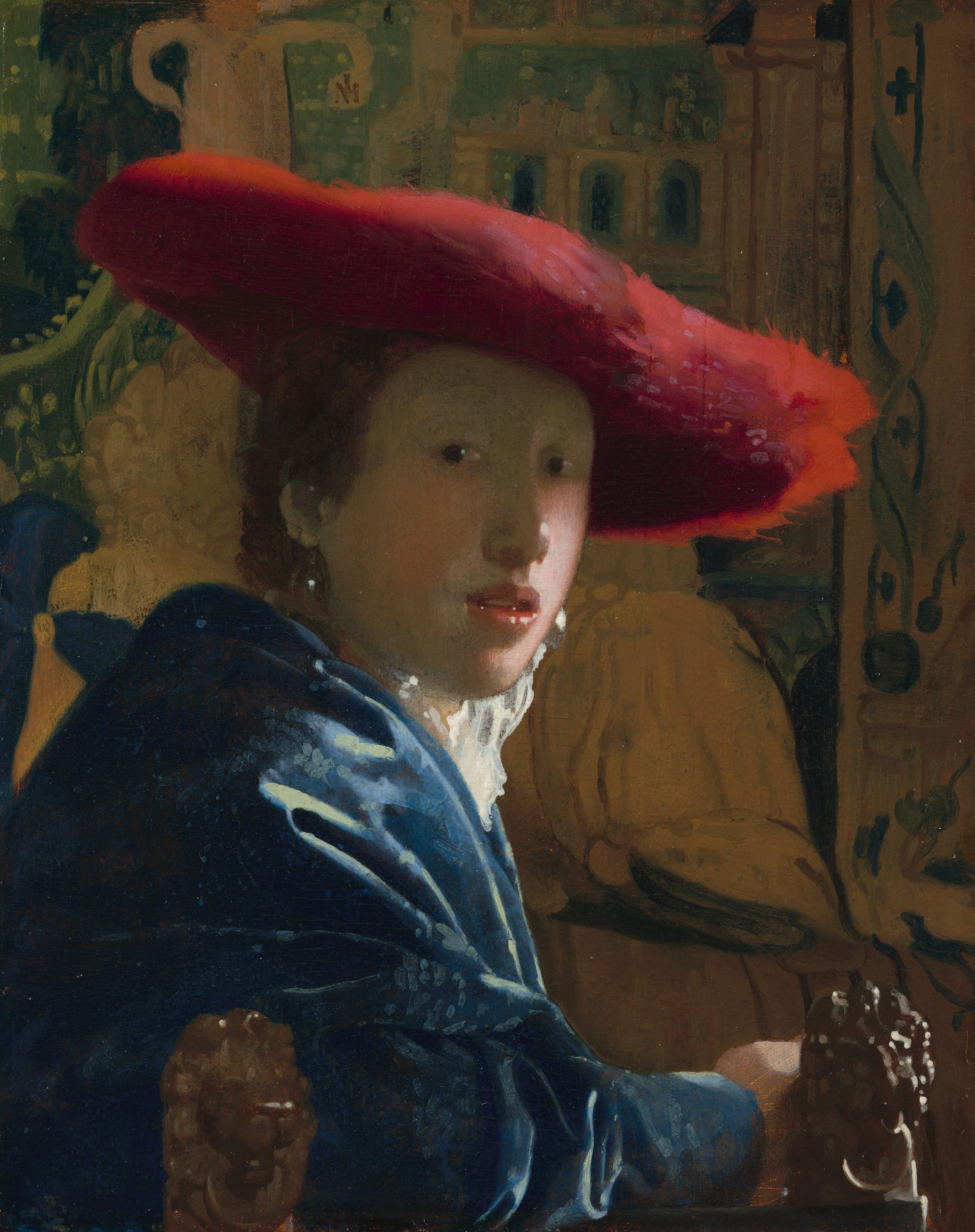
Meisje met de rode hoed (ca. 1666) Johannes Vermeer, National Gallery of Art

## Bouwkunst

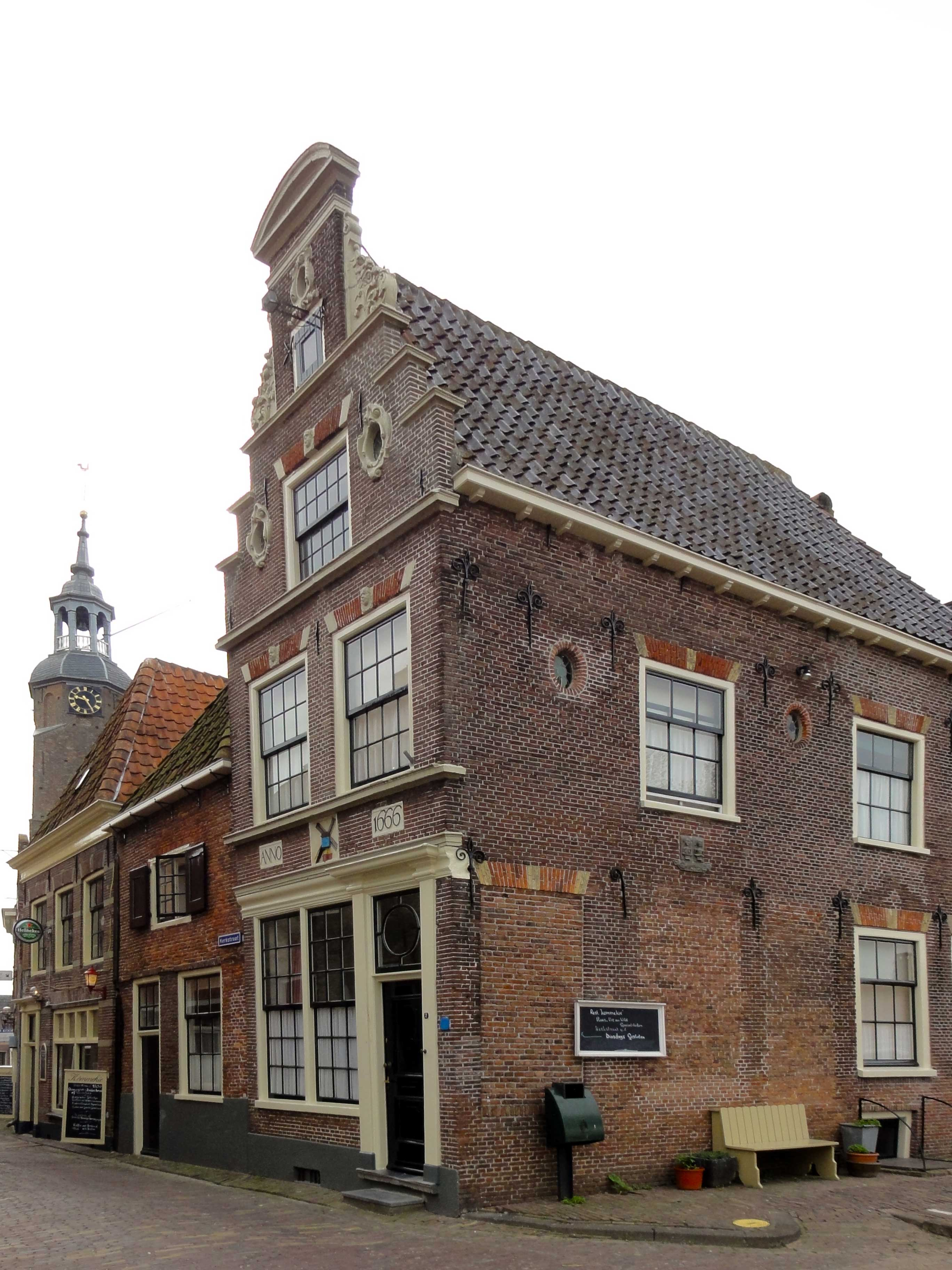
Woonhuis, Blokzijl (1666)

## Geboren
april
- 17 - François Valentijn, Nederlands dominee en schrijver van Oud en Nieuw Oost-Indiën

december
- 19 - Anna Ruysch, Hollands schilderes van stillevens

## Overleden
januari
- 22 - Shah Jahan (74), Mogolkeizer van India

april
- 28 - Feio Sickinghe (~56), Noord-Nederlands jonkheer en politicus

juni
- 11 - Cornelis Evertsen de Oude (55), Nederlands admiraal
- 12 - Abraham van der Hulst (47), Nederlands admiraal
- 16 - Richard Fanshawe (±58), Engels diplomaat, dichter en vertaler

augustus
- 4 - Rudolf Coenders (31 of 32), Nederlands admiraal
- 5 - Johan Evertsen (66), Nederlands admiraal
- 27 - Frans Hals (±83), Nederlands kunstschilder
- Edward Mansveldt, Nederlands kaper in Engelse dienst, de leermeester van Henry Morgan